# Franchigia (sport)
In ambito sportivo, con il termine franchigia oppure franchise (dall'omonimo termine inglese, traducibile come insieme delle attività commerciali di un'azienda licenziata a operare in un determinato ambito) si indica una società professionistica operante in una determinata area; essa può essere detenuta sia da un soggetto privato esterno all'organizzazione che gestisce la disciplina in cui essa opera (tipici esempi, i club professionistici dei più seguiti sport nordamericani quali baseball, football americano o pallacanestro), sia esserne altresì un'emanazione territoriale (come è il caso, per esempio, in Irlanda con le squadre delle quattro province rugbistiche dell'isola).

## Definizione
Pur essendo, in senso stretto, la franchise sportiva una qualsiasi realtà economica identificabile da un marchio e un suo business (e in tale ottica qualsiasi società sportiva professionistica, anche quelle note popolarmente come club, lo è), storicamente il termine si è differenziato da quello di club di matrice più europea.
Essenzialmente, nell'accezione nordamericana del termine, la franchise è una compagnia privata il cui scopo principale non è assicurarsi un risultato sportivo ma produrre profitti e in tale ottica la performance sportiva diventa solo uno dei mezzi tramite cui realizzarli, essendo gli altri il merchandising (vendita di materiale vario riconoscibile dal marchio societario della franchise), i diritti di trasmissione televisiva degli incontri sportivi e di altri eventi della società e l'offerta di posti esclusivi nell'impianto di gioco (cosiddette aree VIP) a prezzi normalmente non accessibili ai comuni spettatori, tecnica di business — quest'ultima — ripresa anche in Europa per diversi sport di squadra.
Ciò che storicamente contraddistingue il concetto di franchigia o franchise da quello di club è, tuttavia, non tanto il modello economico quanto quello sportivo; la franchigia, infatti, sostanzialmente opera in un sistema in cui non è previsto un meccanismo di promozione / retrocessione, di fatto “congelando” la composizione di un campionato e non permettendo a squadre di divisioni inferiori di competere ad alti livelli (l'unico modo di giungere a farlo è infatti — esclusa l'espansione decisa dalle altre società costituenti il torneo — quello di acquisire la proprietà di una società che già militi in una divisione di eccellenza). 
Il sistema europeo prevede invece storicamente il meccanismo di retrocessione delle squadre peggiori classificate in ogni livello delle varie leghe, e l'avanzamento di quelle migliori classificate (vale per il calcio, ma anche per altri sport di squadra quale rugby a 15, pallacanestro, pallavolo, etc.). L'entrata nel capitale azionario di alcune squadre calcistiche inglesi di grosso seguito da parte di investitori provenienti dal Nordamerica o da altre aree portò qualcuno di essi a prefigurare una Premier League svincolata dall'obbligo di retrocessione, ma tale idea — sebbene solamente espressa come lontana ipotesi — trovò larghissima disapprovazione. La ragione di tale rigetto sta, infatti, principalmente nel fatto che i club europei sono radicati sul territorio e su una stessa città ve ne possono insistere più d'uno a competere a pari livello laddove una franchise opera in un'area solitamente senza concorrenza (vi sono invero casi in America del Nord di due squadre della stessa disciplina nella stessa Lega come per esempio New York che è rappresentata da due squadre in tutte e quattro le maggiori leghe professionistiche o Los Angeles, dove convivono le formazioni cestistiche di NBA dei Lakers e dei Clippers, questi ultimi tuttavia provenienti da San Diego, da cui nel 1984 furono trasferiti, ma i casi sono generalmente meno numerosi che in Europa) e, qualora il business si rendesse improduttivo o non più conveniente, la stessa franchigia (che è sostanzialmente la detentrice di una licenza a disputare un campionato) può essere venduta con il suo titolo sportivo e trasferita in un'altra città o area; è il caso per esempio dei Dodgers, squadra di baseball che nel 1958 fu trasferita da New York a Los Angeles, laddove per esempio i tifosi della squadra londinese del Chelsea espressero la loro contrarietà allo spostamento in una nuova sede di gioco distante solo pochi chilometri dal vecchio impianto di Stamford Bridge.
In Europa esempi di franchigia affini a quello nordamericano si trovano sostanzialmente nelle stesse discipline maggiori praticate oltreoceano: la defunta NFL Europa, Lega di football americano di proprietà della NFL statunitense, operava con il sistema delle franchigie e prevedeva diverse squadre in Germania, Paesi Bassi, Spagna e Regno Unito (l'esperienza, avviata nel 1991, terminò nel 2007), e l'ex Italian Baseball League, campionato professionistico composto da 10 franchigie, ciascuna espressione di un'area geografica.

## La franchigia nel rugby a 15
Il rugby a 15 è uno sport di squadra che per più di cent'anni dalla sua formalizzazione fu disputato esclusivamente a titolo dilettantistico; solo nel 1995 si giunse all'ammissione del professionismo in tale disciplina.
In Europa tutti i campionati disputati fino ad allora, dove esistenti (Francia, Italia, Inghilterra e altri), si erano basati, e si basano tuttora, sul meccanismo di promozione e retrocessione.
Le tre maggiori nazioni rugbistiche dell'Emisfero Sud — Australia, Nuova Zelanda e Sudafrica — formarono subito dopo l'apertura al professionismo un consorzio sportivo chiamato SANZAR tramite il quale istituirono un torneo di club oggi noto come Super Rugby (inizialmente “Super 12” per via del numero di squadre che vi partecipavano) che sostanzialmente riprendeva il concetto di franchise  per quanto riguardava la non retrocessione in una categoria inferiore e l'espansione della lega tramite consulto con tutte le altre società, ma che faceva salva la territorialità della squadra. La franchise intesa in tale accezione era, di fatto, una squadra espressione del territorio: in tali tre Paesi le federazioni rugbistiche sono suddivise infatti in federazioni provinciali o statali, e le varie franchise sono rappresentanti o di un'intera provincia (Sudafrica) o di uno Stato (come nel caso dell'Australia, dove le sue squadre, al 2018 quattro, che competono nel Super Rugby sono espressione delle federazioni di altrettanti Stati) o di un'aggregazione di federazioni provinciali (come è il caso della Nuova Zelanda). Suddette squadre, originariamente di proprietà federale (sebbene indipendenti e in forma indiretta, essendo il controllo esercitato dalle singole suddivisioni), a partire dal 2012 sono oggetto di un piano di privatizzazione; è il caso della Nuova Zelanda in cui al 2013 due delle cinque franchise provinciali (i Blues, che operano nell'area di Auckland e gli Hurricanes di Wellington) risultarono cedute a investitori privati; in Australia già fino dalla sua formazione esisteva una franchise di Super Rugby svincolata dalla proprietà federale, i Melbourne Rebels, nati intorno a un consorzio guidato dall'imprenditore Harold Mitchell, ma comunque legati alla base di club presenti nello Stato di Victoria.
In Europa si seguì lo stesso concetto con l'istituzione della Celtic League, oggi United Rugby Championship, promossa dalle federazioni rugbistiche di Galles, Irlanda e Scozia, che singolarmente non potevano sostenere un campionato professionistico; il concetto fu quello di creare delle “super-squadre” per area geografica (Edimburgo e Glasgow per la Scozia, le quattro federazioni provinciali di Connacht, Leinster, Munster e Ulster per l'Irlanda e originariamente le migliori sei squadre del Galles, nelle successive edizioni ridotte alle quattro aree di Swansea, Llanelli, Newport e Neath). Anche l'Italia, nel 2010, quando entrò con sue due squadre in tale competizione, lo fece con una franchigia espressione di diverse società (con Viadana capofila), gli Aironi, mentre l'altra squadra, il Benetton, era un club preesistente. Dal 2012 al posto degli Aironi è presente nel torneo una vera e propria franchise federale, le Zebre, con sede a Parma, i cui organi sono decisi dalla Federazione Italiana Rugby.